# Mahendra Singh Dhoni
Mahendra Singh Dhoni ( / məheɪndrəsɪŋdhænɪ /; juli 1981) is een Indiase professionele cricketspeler die speelt als rechtshandige slagman en wicketkeeper. Alom beschouwd als een van de meest productieve wicketkeeper-batslieden en aanvoerders, vertegenwoordigde hij het Indiase cricketteam en was hij de aanvoerder van de ploeg in limited-overs- formaten van 2007 tot 2017 en in testcricket van 2008 tot 2014. Dhoni heeft de meeste internationale wedstrijden aangevoerd en is de meest succesvolle Indiase aanvoerder. Hij heeft India naar de overwinning geleid in de Cricket World Cup 2011, de ICC World Twenty20 2007 en de ICC Champions Trophy 2013, de enige aanvoerder die drie verschillende limited overs-toernooien won. Hij leidde ook de teams die de Asia Cup wonnen in 2010 en 2016 en maakte in 2018 deel uit van de titelwinnende ploeg.
Dhoni, geboren in Ranchi, maakte zijn eersteklasdebuut voor Bihar in 1999. Hij maakte zijn debuut voor het Indiase cricketteam op 23 december 2004 in een ODI tegen Bangladesh en speelde een jaar later zijn eerste test tegen Sri Lanka. In 2007 werd hij de aanvoerder van de ODI-ploeg voordat hij in 2008 het roer overnam in alle formaten. Dhoni stopte in 2014 met testcricket, maar bleef tot 2019 spelen in cricket met beperkte overs. Hij heeft 17.266 runs gescoord in de internationale cricket, waaronder meer dan 10.000 runs met een gemiddelde van meer dan 50 in ODI's.
In de Indian Premier League (IPL) speelt Dhoni voor Chennai Super Kings (CSK), waarbij hij hen tien keer naar de finale leidde en deze vijf keer won ( 2010, 2011, 2018, 2021 en 2023 ). Hij heeft CSK ook naar twee Champions League T20- titels geleid in 2010 en 2014. Dhoni is een van de weinige batslieden die meer dan vijfduizend runs heeft gescoord in de IPL, en hij is ook de eerste wicketkeeper die dit doet.
In 2008 ontving Dhoni van de Indiase regering de hoogste sportonderscheiding van India, de Major Dhyan Chand Khel Ratna Award. Hij ontving de vierde hoogste civiele onderscheiding Padma Shri in 2009 en de derde hoogste civiele onderscheiding Padma Bhushan in 2018. Dhoni heeft een ere-rang van luitenant-kolonel in het Parachute Regiment van het Indiase Territoriale Leger, die hem in 2011 door het Indiase leger werd toegekend. Hij is een van de meest populaire cricketspelers ter wereld.

## Vroege leven
Dhoni werd geboren op 7 juli 1981 in Ranchi, Bihar (nu in Jharkhand ) in een hindoeïstische Rajput- familie als zoon van Pan Singh en Devaki Devi. Zijn ouders kwamen uit het dorp Lwali in Uttar Pradesh (nu Uttarakhand ) en hij was de jongste van drie kinderen. Zijn familie spelt de achternaam als "Dhauni". De spelling "Dhoni" ontstond als gevolg van een spelfout in zijn schoolcertificaten en is, ondanks herhaalde pogingen van zijn familie, nooit gecorrigeerd.
Dhoni volgde zijn opleiding bij DAV Jawahar Vidya Mandir, waar hij begon met voetballen als keeper, maar later op voorstel van zijn coach Keshav Banerjee overstapte naar cricket. Van 2001 tot 2003 werkte Dhoni als Travelling Ticket Examiner (TTE) in Kharagpur onder de South Eastern Railway-zone van Indian Railways.
Hij speelde als wicketkeeper voor de Commando cricketclub van 1995 tot 1998 en het Central Coal Fields Limited (CCL) team in 1998 Bij CCL sloeg hij hogerop en hielp het team zich te kwalificeren voor de hogere divisie. Op basis van zijn prestaties bij clubcricket werd hij uitgekozen voor het seizoen 1997/98 van het Vinoo Mankad Trophy onder-16-kampioenschap. In 1998-1999 speelde Dhoni voor het Bihar U-19-team in de Cooch Behar Trophy en scoorde 176 runs in 5 wedstrijden. In de Cooch Behar Trophy 1999-2000 haalde het Bihar U-19 cricketteam de finale, waar Dhoni 84 maakte met een verliezende zaak. Dhoni's bijdrage aan het toernooi omvatte 488 runs in negen wedstrijden met vijf jaren vijftig, 17 vangsten en zeven stumpings. Dhoni haalde de East Zone U-19-ploeg voor de CK Nayudu Trophy in het seizoen 1999-2000 en scoorde slechts 97 punten in vier wedstrijden, aangezien East Zone alle wedstrijden verloor en als laatste eindigde in het toernooi.
Dhoni maakte zijn Ranji Trophy- debuut voor Bihar tegen Assam in het seizoen 1999-2000, als achttienjarige en scoorde 68 punten in de tweede innings. Dhoni sloot het seizoen af met 283 runs in 5 wedstrijden. Dhoni scoorde zijn eerste eersteklas eeuw toen hij voor Bihar speelde tegen Bengalen in het Ranji Trophy-seizoen 2000-2001. Afgezien van deze eeuw omvatten zijn prestaties in het seizoen 2000/2001 geen nieuwe score boven de vijftig en in het Ranji Trophy-seizoen 2001-2002 scoorde hij slechts vijf vijftig in vier Ranji-wedstrijden. Dhoni speelde voor Jharkhand in de Ranji Trophy 2002-2003 en vertegenwoordigde East Zone in de Deodhar Trophy, waar hij erkenning begon te krijgen voor zijn bijdrage van lagere orde en zijn harde slagstijl. In het seizoen 2003/04 scoorde Dhoni een eeuw (128*) tegen Assam in de eerste wedstrijd van het Ranji ODI- toernooi en maakte hij deel uit van de East Zone-ploeg die de Deodhar Trophy 2003-2004 won en scoorde 244 runs in vier wedstrijden.
In de finale van de Duleep Trophy vertegenwoordigde Dhoni de oostelijke zone en scoorde een halve eeuw vechtend in de tweede inning in een verliezende zaak. Dhoni werd geïdentificeerd als een van de opkomende talenten via het TRDW-initiatief voor het spotten van talenten in kleine steden van BCCI. In 2004 werd Dhoni uitgekozen voor de India A-ploeg voor een rondreis door Zimbabwe en Kenia. Tegen de Zimbabwe XI in Harare Sports Club maakte Dhoni zeven vangsten en vier stumpings. In het drielandentoernooi waarbij Kenia, India A en Pakistan A betrokken waren, hielp Dhoni India A met het nastreven van hun doel van 223 tegen Pakistan A met een halve eeuw en scoorde 362 punten in zes innings tegen een gemiddelde van 72,40 met rug aan rug. eeuwen.

## Internationale carrière

### Debuut en vroege jaren
Het Indiase ODI-team zag begin jaren 2000 Rahul Dravid als de wicketkeeper om ervoor te zorgen dat de plek voor de wicketkeeper niet aan slagtalent ontbrak en probeerde ook andere wicketkeepers / batslieden zoals Parthiv Patel en Dinesh Karthik uit. Omdat Dhoni goed presteerde voor de India A-ploeg, werd hij gekozen in de ODI-ploeg voor de tournee door Bangladesh in december 2004 Dhoni maakte zijn debuut in de eerste wedstrijd van de serie en kreeg geen eend meer. Dhoni werd uitgekozen voor de daaropvolgende ODI-serie tegen Pakistan. In de tweede wedstrijd van de serie in Visakhapatnam scoorde Dhoni, die in zijn vijfde eendaagse international speelde, 148 runs op 123 leveringen, wat het eerdere record van de hoogste score van een Indiase wicketkeeper overtrof. Dhoni speelde in de Sri Lankaanse bilaterale ODI-serie in oktober-november 2005 en promoveerde naar nummer 3 in de slagvolgorde in de derde ODI in Jaipur, waar hij 183 ongeslagen runs scoorde op 145 ballen, waarmee hij de wedstrijd voor India won. De innings zouden zijn eerdere record voor de hoogste score van een Indiase wicketkeeper overtreffen en werden in Wisden Almanack omschreven als 'Ongeremd, maar toch allesbehalve grof'. Het was ook de hoogste individuele score in ODI-cricket in een achtervolging, een record dat zeven jaar later werd verbroken door Shane Watson. Dhoni sloot de reeks af met het hoogste totaal van 346 runs en werd bekroond met de Man van de reeks.

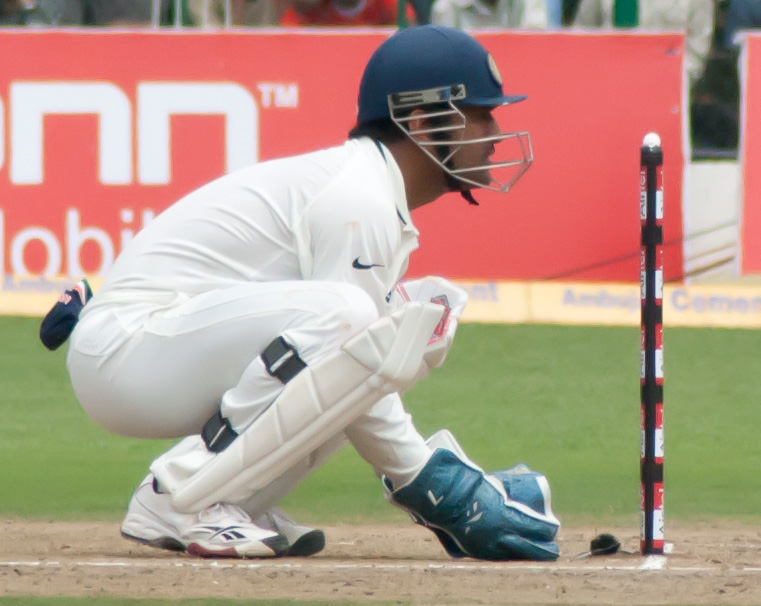
Dhoni houdt wickets in een testwedstrijd

Dhoni werd een vaste waarde aan de Indiase kant na de thuiswedstrijd tegen Zuid-Afrika in november 2005 In december 2005 kreeg Dhoni van de BCCI een contract van "B"-kwaliteit. Dhoni maakte zijn testdebuut in dezelfde maand tegen Sri Lanka tijdens hun tournee door India in Chennai. Dhoni scoorde 30 punten in zijn debuutwedstrijd, die werd ontsierd door regen en eindigde in een gelijkspel. Dhoni maakte zijn eerste halve eeuw in de tweede test, wat leidde tot een Indiase overwinning. Dhoni speelde alle wedstrijden in de daaropvolgende tour door Pakistan en scoorde 219 runs in vijf ODI-wedstrijden en 179 runs in vijf tests, waaronder zijn eerste testeeuw in de tweede test in Faisalabad. Hij scoorde 106 runs in drie tests in de thuisserie tegen Engeland in maart 2006 en 177 runs in vijf ODI-series die volgden. Dhoni liet meerdere vangsten vallen en miste ontslagkansen, waaronder een belangrijke stomme kans van Andrew Flintoff, die leidde tot kritiek op zijn wickethouden.
In de DLF Cup 2006-2007 scoorde Dhoni 43 punten omdat de ploeg tweemaal verloor in drie wedstrijden en zich niet plaatste voor de finale. In de ICC Champions Trophy 2006 verloor India van West-Indië en Australië, hoewel Dhoni een halve eeuw scoorde tegen West-Indië en er niet in slaagde de knock-outfase te halen. In de ODI-serie in Zuid-Afrika in november 2006 scoorde Dhoni 139 punten in vier wedstrijden in de reeksverlies. In de testreeks die volgde scoorde Dhoni 114 runs in twee tests, waaronder een eerste testoverwinning in Zuid-Afrika in de eerste test, maar werd wegens een blessure uitgesloten van de derde test. Dhoni maakte zijn internationale T20- debuut in december 2006 tegen Zuid-Afrika in Johannesburg. Dhoni werd vervolgens door het ICC voor 2006 genoemd in het ODI-team van het jaar

### Wereld T20 2007 en aanvoerder
India boekte begin 2007 identieke 3-1 overwinningen op West-Indië en Sri Lanka, waarbij Dhoni in beide series een gemiddelde van meer dan 100 behaalde. Vervolgens maakte Dhoni deel uit van de selectie voor de Cricket World Cup 2007, waarin India onverwachts crashte in de groepsfase na verliezen tegen Bangladesh en Sri Lanka, waarbij Dhoni eenden scoorde in beide wedstrijden en slechts 29 runs in het toernooi. Als gevolg hiervan werd Dhoni's huis in Ranchi vernield en beschadigd door activisten van JMM en werd de beveiliging voor zijn gezin aangescherpt. Dhoni scoorde 91 * tegen Bangladesh in de eerste wedstrijd van de ODI-serie in mei 2007, die de Man of the Match-prijs opleverde, terwijl hij later ook de Man of the Series won nadat de derde game van de serie was weggespoeld. Dhoni speelde voor het ACC Asia XI cricketteam in de Afro-Asia Cup en scoorde 174 runs in drie wedstrijden met een gemiddelde van 87, waaronder 139 van 97 ballen in de derde ODI.
Dhoni werd benoemd tot vice-captain van het ODI-team voor de Future Cup 2007 tegen Zuid-Afrika in Ierland en de daaropvolgende reeks van zeven wedstrijden tegen Engeland. Dhoni kreeg in juni 2007 van BCCI een contract van 'A'-kwaliteit toegekend Dhoni werd aangesteld als aanvoerder van de Indiase ploeg voor de eerste World Twenty20 in september 2007 Dhoni leidde India naar de overwinning in het toernooi nadat hij Pakistan in de finale had verslagen. Dhoni werd later aangesteld als aanvoerder van het Indiase cricketteam in alle formaten.
Op 2 september 2007 evenaarde Dhoni het internationale record van Adam Gilchrist voor de meeste ontslagen in een innings in ODI door zes ontslagen te bewerkstelligen tegen Engeland. Dhoni pakte zijn eerste en enige wicket in de internationale cricket op 30 september 2009 toen hij Travis Dowlin uit West-Indië bowlde in de ICC Champions Trophy 2009. Hij scoorde echter slechts drie punten in de enige wedstrijd die hij sloeg, waarbij India in de groepsfase uit de reeks crashte nadat de wedstrijd tegen Australië was uitgespeeld. Dhoni had in het seizoen 2008-2009 een gemiddelde van meer dan 60. Dhoni scoorde twee eeuwen tijdens Sri Lanka's rondreis door India in november 2009, die India won en daarmee voor het eerst in zijn geschiedenis de toppositie in de ICC-testranglijst behaalde. Dhoni had een uitstekend jaar in ODI's in 2009, scoorde 1198 runs in slechts 24 innings, tegen een gemiddelde van 70,43, en stond enkele maanden bovenaan de ICC ODI-batsmanranglijst. Hij werd benoemd tot aanvoerder en wicketkeeper van het ICC ODI Team van het jaar.

### WK-overwinning 2011 en later

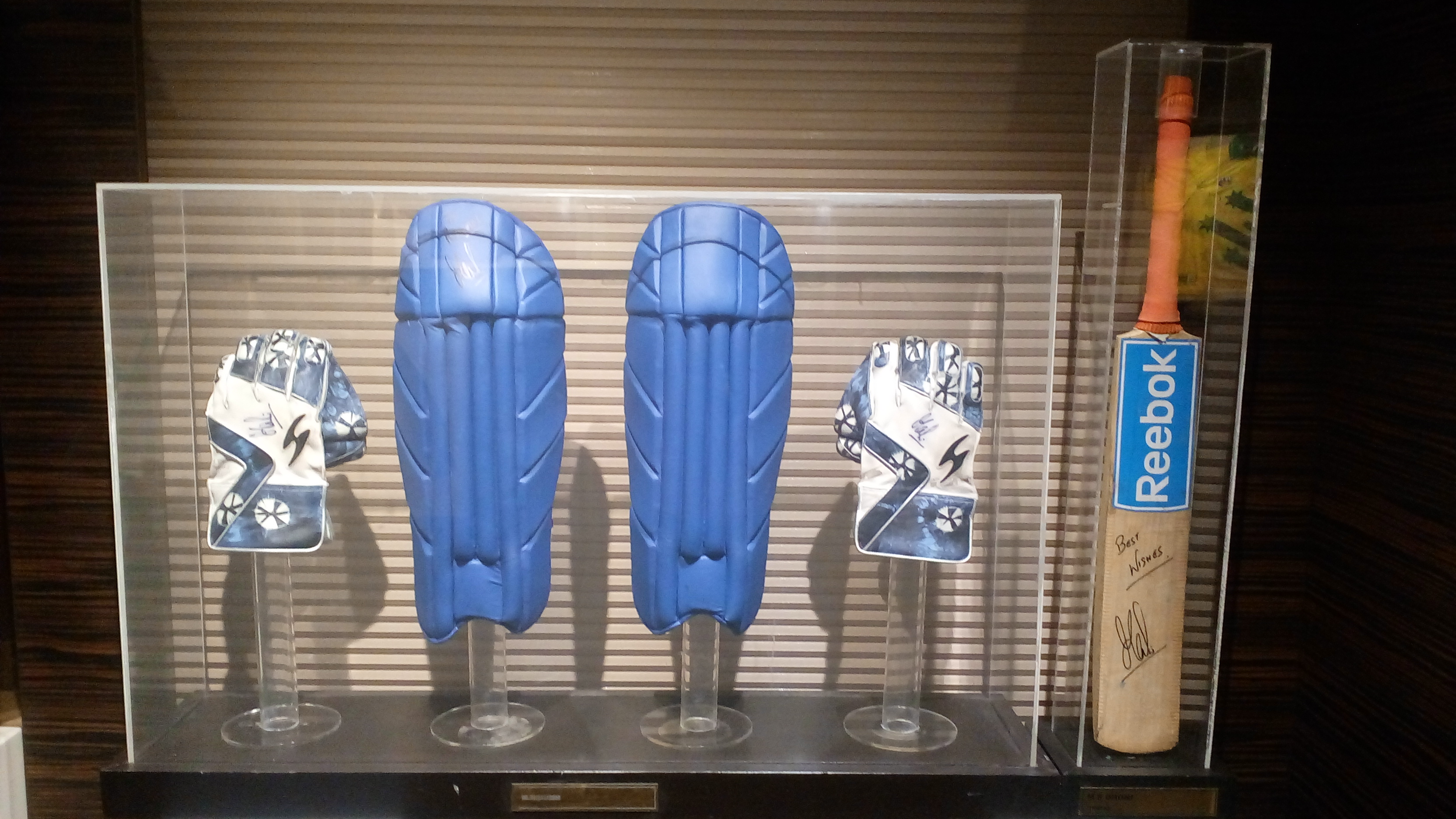
Wicketkeeping-kit en knuppel gebruikt door Dhoni tijdens de Cricket World Cup 2011, tentoongesteld in het Blades of Glory Cricket Museum

Dhoni leidde de Indiase ploeg voor de Cricket World Cup 2011, mede georganiseerd door India. India won zijn tweede ODI-wereldbeker ooit na het verslaan van Sri Lanka in de finale, waarbij Dhoni werd uitgeroepen tot man van de wedstrijd vanwege het scoren van een ongeslagen 91 In december 2012 toerde Pakistan voor het eerst in vijf jaar door India voor een bilaterale serie en Dhoni scoorde de hoogste score in alle drie de wedstrijden van de serie met een eeuw in de eerste ODI in Chennai. Dhoni leidde India naar de overwinning in de ICC Champions Trophy 2013 en werd de eerste en enige aanvoerder in de internationale cricket die alle ICC limited overs-trofeeën claimde. In de door regen ingekorte finale tegen Engeland won India met vijf runs volgens de DLS-methode, hoewel Dhoni zelf op zoek was naar een eend. Hij werd ook door de ICC benoemd tot aanvoerder en wicketkeeper van het 'Team van het Toernooi'.

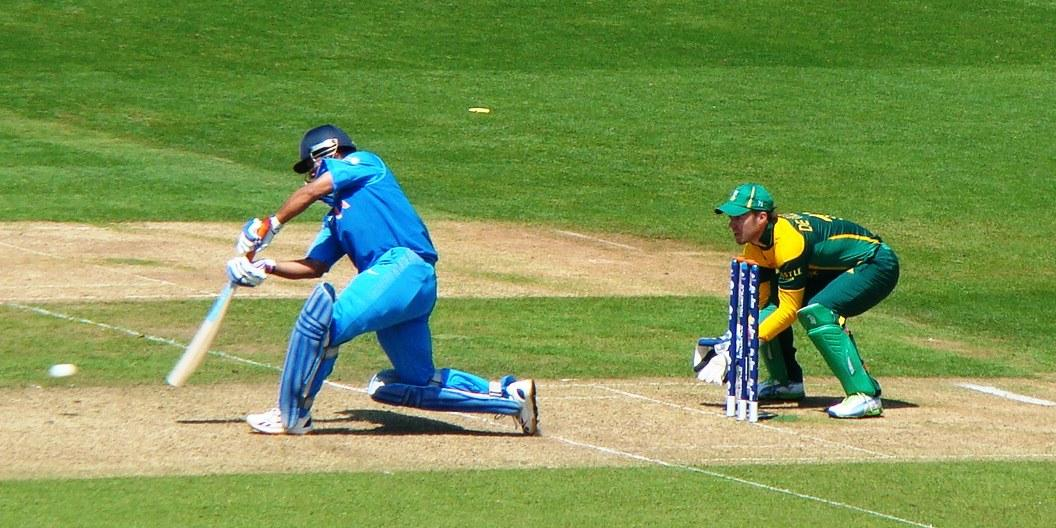
Dhoni slaat tegen Zuid-Afrika tijdens de groepsfasewedstrijd van de ICC Champions Trophy 2013

Na de Champions Trophy toerde India door West-Indië voor een drielandentoernooi tegen de gastheren en Sri Lanka. Dhoni raakte geblesseerd aan het begin van het toernooi, waardoor hij het grootste deel van het toernooi werd uitgesloten en keerde terug om de finale te spelen, waar hij werd uitgeroepen tot Man van de wedstrijd voor het scoren van 45 runs met 52 ballen, waaronder 16 runs in de laatste cricket die India naar India bracht. overwinning met één wicket. In november 2013 werd Dhoni de tweede Indiase batsman na Sachin Tendulkar die meer dan duizend runs verzamelde in ODI's tegen Australië. India toerde in het seizoen 2013-2014 door Zuid-Afrika en Nieuw-Zeeland. Hoewel Dhoni 84 runs scoorde met een gemiddelde van 48, waaronder een halve eeuw tegen Zuid-Afrika en 272 runs met drie opeenvolgende scores van meer dan 50 tegen Nieuw-Zeeland, verloor India beide series. Dhoni zelf bereikte 8000 runs in ODI in de reeks tegen Nieuw-Zeeland. Dhoni leidde India in de ICC World Twenty20 2014, waar India als tweede eindigde na verlies van Sri Lanka in de finale. Hij werd door de ICC benoemd tot aanvoerder en wicketkeeper van het 'Team van het Toernooi'.
India won de uit-ODI-serie in Engeland in 2014 en de series tegen West-Indië in India, waar Dhoni 146 punten scoorde in de vijf innings die hij sloeg.

### Testpensioen en WK 2015
Dhoni speelde zijn laatste serie tijdens India's tournee door Australië in december 2014. Na de derde test in Melbourne kondigde Dhoni zijn afscheid van het format aan. In zijn laatste test voerde hij negen ontslagen uit (acht vangsten en een stumping), en daarbij passeerde hij het record van Kumar Sangakkara voor de meeste stumpings in de internationale cricket en vestigde hij ook een record voor het uitvoeren van de meeste ontslagen in een wedstrijd door een Indiase wicketkeeper totdat deze in 2018 verbroken door Wriddhiman Saha In de driehoekige reeks van Carlton Mid in Australië slaagde India er niet in om ook maar één wedstrijd te winnen, waarbij Dhoni zelf slechts 70 runs uit drie innings wist te behalen met een gemiddelde van 23,34.
Tijdens de Cricket World Cup 2015 werd Dhoni de eerste Indiase aanvoerder die alle groepsfasewedstrijden in een wereldbeker won. In de wedstrijd tegen Zimbabwe in Auckland maakte hij 85, wat de hoogste score was van een Indiase aanvoerder in Nieuw-Zeeland. Nadat hij Bangladesh had verslagen in de kwartfinales, werd hij de derde overall en de eerste niet-Australische aanvoerder die 100 ODI-wedstrijden won. India verloor in de halve finale van de uiteindelijke kampioen Australië, waarbij Dhoni een goede reeks had, 237 runs scoorde in zes innings tegen een gemiddelde van 59,25 en een slagingspercentage van 102,15 en werd daarmee pas de tweede Indiase aanvoerder met een gemiddelde van meer dan 50. en een slagingspercentage van meer dan 100 in een bepaald seizoen van het WK.

### Laatste jaren en pensioen
Dhoni leidde India naar de overwinning in de Asia Cup 2016, waar India ongeslagen bleef. Dhoni trad in januari 2017 terug als aanvoerder van India voorafgaand aan de ODI-serie thuis tegen Engeland. In de tweede game van de serie scoorde hij 134 uit 122 ballen, zijn tiende eeuw in ODI's en zijn eerste in meer dan drie jaar. Hij werd genoemd als wicketkeeper van het 'Team of the Tournament' tijdens de ICC Champions Trophy 2017, waarin India als tweede eindigde. In augustus 2017, tijdens de vijfde en laatste ODI tegen Sri Lanka in Colombo, werd hij de eerste wicketkeeper die 100 stumpings uitvoerde in ODI's toen hij Akila Dananjaya van Yuzvendra Chahal stompte. Hij bereikte de mijlpaal van 400 ontslagen bij ODI's in februari 2018, na het verslaan van Aiden Markram tijdens de derde ODI van de Zuid-Afrikaanse tournee.
Hoewel hij een relatief middelmatige reeks had en 79 runs scoorde in twee innings met een slagingspercentage van 63,20 tijdens de Indiase tournee door Engeland in 2018, ging hij voorbij de 10.000 ODI-runs en werd hij de vierde Indiër en twaalfde overall die dit deed. In de titelwinnende campagne van de Asia Cup 2018 scoorde hij slechts 77 punten in vier innings tegen een gemiddelde van 19,25. Terwijl hij aanvoerder was in de groepsfase tegen Afghanistan omdat de vaste aanvoerder Rohit Sharma niet beschikbaar was, werd Dhoni de eerste cricketspeler die India 200 keer leidde in ODI's. Dhoni verzamelde 50 runs uit drie innings in de thuisreeks tegen West-Indië. Dhoni werd niet geselecteerd voor de T20I-ploeg voor de reeks die volgde en de tournee door Australië later dat seizoen. Hij was echter opgenomen in de selectie voor de ODI-serie in Australië. In de reeks van drie wedstrijden scoorde Dhoni een halve eeuw in alle drie de wedstrijden, waarbij de laatste twee resulteerden in overwinningen, waardoor India een 2-1 reeksoverwinning veiligstelde, hun eerste in een bilaterale reeks op Australische bodem, en werd uitgeroepen tot speler van de reeks. terwijl hij ook de vierde Indiër werd die meer dan 1.000 ODI-runs scoorde in Australië. In april 2019 werd hij opgenomen in de Indiase selectie voor de Cricket World Cup 2019. Op 9 juli 2019 speelde Dhoni in zijn 350e en laatste ODI in de halve finale-nederlaag tegen Nieuw-Zeeland. Dhoni kondigde op 15 augustus 2020 zijn afscheid van de internationale cricket aan, omdat hij geen internationale cricket meer had gespeeld sinds het verlies van India in de halve finale van het WK 2019.

## Binnenlandse carrière
Dhoni speelde sinds 1999 voor het cricketteam van de staat Bihar voordat hij later Jharkhand vertegenwoordigde. Hij speelde ook voor Rajasthan Cricket Association President's XI, East zone en Rest of India in binnenlandse cricket. In de BCCI Corporate-trofee speelde hij voor Air India tot zijn ontslag bij het bedrijf in 2013 In februari 2005 speelde Dhoni voor India senioren in Challenger-trofee, waar hij 102 scoorde tegen India B. Jharkhand State Cricket Association (JSCA) benoemde hem in februari 2017 tot aanvoerder van het Jharkhand-team voor de Vijay Hazare-trofee 2017-18 en op 25 februari 2017 scoorde hij zijn allereerste binnenlandse lijst - Een eeuw tegen Chhattisgarh en leidde het team naar de kwartfinale waar Jharkhand verloor van Delhi.

## Indiase Premier League

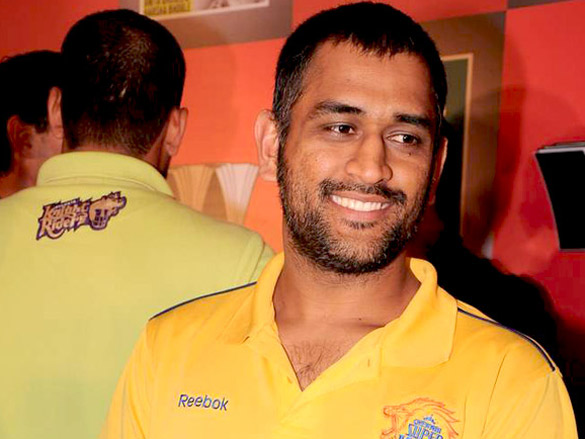
Dhoni met Chennai Super Kings in 2011

Dhoni werd gekocht door Chennai Super Kings (CSK) voor 1,5 miljoen dollar tijdens de veiling voor het eerste seizoen van de Indian Premier League (IPL). Hij was de duurste aanwinst op de veiling. Dhoni scoorde 414 punten en leidde CSK naar de finale in het eerste seizoen van IPL. Onder zijn aanvoerdersband won CSK de editie van 2010 en plaatste zich voor de Champions League Twenty20. Chennai won in 2010 de Champions League. Dhoni scoorde 392 punten en leidde CSK in 2011 naar de tweede opeenvolgende IPL-titel. Dhoni leidde CSK in 2014 naar de tweede Champions League Twenty20-titel. Dhoni scoorde 2987 runs uit 129 wedstrijden in de IPL gedurende de eerste acht seizoenen voor de Super Kings.
Na de tweejarige schorsing van Chennai Super Kings en Rajasthan Royals werden twee nieuwe franchises Rising Pune Supergiants en Gujarat Lions opgericht voor het Indian Premier League-seizoen 2016. Superreuzen kozen Dhoni als een van hun vijf draft-keuzes op 15 december 2015 voor ₹ 125 miljoen. Hij scoorde 574 punten in 30 wedstrijden verspreid over twee seizoenen voor de Supergiants.
Dhoni keerde voor het seizoen 2018 terug naar CSK. Hij scoorde 455 punten en leidde zijn team naar de derde IPL-titel. Dhoni leidde CSK opnieuw naar de titel in 2021 en werd behouden voor ₹ 12 crore vóór de veiling voor het seizoen 2022. Dhoni legde vóór dat seizoen zijn aanvoerdersband neer en Ravindra Jadeja werd aangesteld als nieuwe aanvoerder. Een maand later droeg Jadeja echter halverwege het seizoen de aanvoerdersband terug aan Dhoni. Dhoni leidde de franchise het volgende seizoen opnieuw naar de overwinning. Onder zijn aanvoerder werd CSK de meest succesvolle IPL-franchise met vijf titeloverwinningen en tien laatste optredens. Dhoni werd de eerste speler die 200 T20-wedstrijden voor CSK speelde en heeft het record voor de meeste optredens in de IPL. Voorafgaand aan het seizoen 2024 droeg Dhoni de aanvoerdersband over aan Ruturaj Gaikwad. Hij markeerde zijn 250ste optreden voor CSK in dit seizoen, in een competitiewedstrijd tegen Mumbai Indians op 14 april 2024, waarmee hij zijn team hielp een overwinning van 20 punten veilig te stellen, na zijn ongeslagen vierball-20

## Buiten cricket

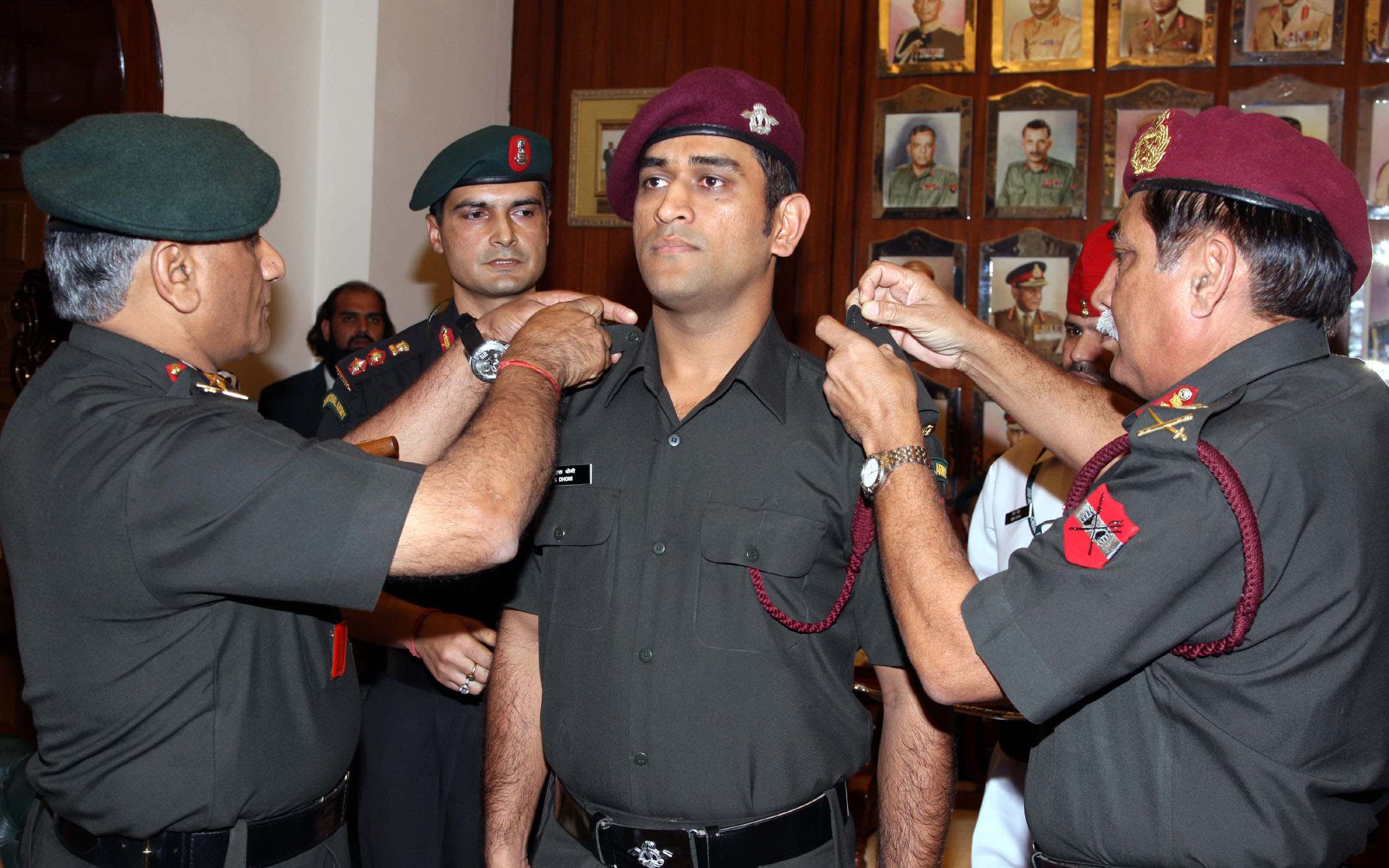
Stafchef van het leger, generaal VK Singh, met de rang van Hon. Luitenant-kolonel van Dhoni

Dhoni heeft een ere-rang van luitenant-kolonel in het Parachute Regiment van het Indiase Territoriale Leger (106 Para TA-bataljon). De ere-rang werd hem in 2011 door het Indiase leger toegekend voor zijn verdiensten voor de natie als cricketspeler. Na het voltooien van vijf parachutetrainingssprongen vanuit vliegtuigen van het Indiase leger in het trainingskamp van Agra, werd hij in 2015 een gekwalificeerde parachutist In augustus 2019 voltooide hij een periode van twee weken bij het Territoriale Leger in Jammu en Kasjmir. Terwijl ik een dag bij het parachuteregiment in Ranchi doorbracht, zei Dhoni, wilde ik soldaat worden en geen cricketspeler. "Van kinds af aan wilde ik bij het leger. Toen ik de soldaten zag, dacht ik dat ik op een dag hetzelfde zal zijn."
Dhoni bekleedt de functie van vice-president bij India Cements Ltd, het bedrijf dat eigendom is van voormalig BCCI-president N. Srinivasan. Dhoni is mede-eigenaar van de in Chennai gevestigde voetbalclub Chennaiyin FC, een franchise van de Indian Super League. Hij is ook mede-eigenaar van de in Ranchi gevestigde hockeyclub Ranchi Rays, een franchise van de Hockey India League. In februari 2016 lanceerde Dhoni het lifestylemerk SEVEN, waarvan hij mede-eigenaar is en tevens merkambassadeur is. In 2019 investeerde Dhoni in autowederverkoper CARS24 en werd tegelijkertijd merkambassadeur van het bedrijf. Op 11 oktober 2022 investeerde Dhoni in Shaka Harry, een plantaardig eiwitbedrijf.

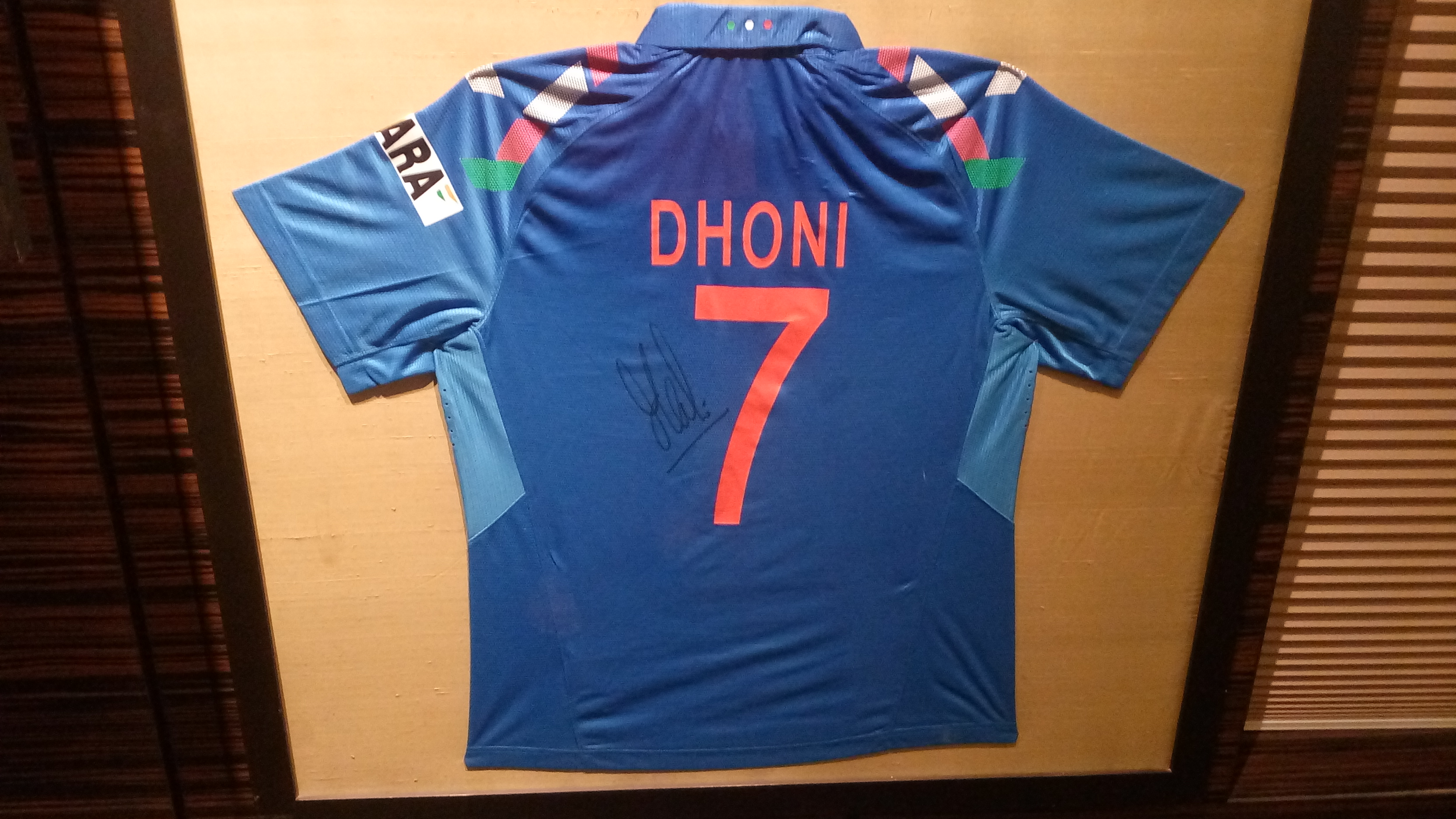
Nr.7 jersey populair gemaakt door Dhoni

In 2019 sloot Dhoni Entertainment een zakelijke langetermijnovereenkomst met Banijay Asia om inhoud in verschillende genres te produceren. De eerste show die door het bedrijf werd ontwikkeld, was een documentaire webserie met de titel Roar of The Lion voor Disney+ Hotstar in 2019, die ging over het verbod van Chennai Super Kings uit de Indian Premier League in 2016 en hun terugkeer om de titel te winnen in 2018 Het productiehuis produceerde een romantisch drama LGM de Tamil-taal dat op 28 juli 2023 werd uitgebracht Dhoni speelde een speciale gastoptreden in Vijay 's film GOAT, die op 5 september 2024 uitkomt
Dhoni is een van de populairste cricketspelers ter wereld. Hij fungeert als merkambassadeur en onderschrijft meer dan 35 merken in verschillende segmenten. As of 2022 Dhoni heeft meer dan 75 miljoen volgers op sociale mediaplatforms en zijn merkwaarde werd door Duff en Phelps geschat op $ 80,3 miljoen. Dhoni's populariteit wordt vaak vergeleken met die van Sachin Tendulkar, de hoogste seriescorer in de internationale cricket. De nr. 7-trui is populair gemaakt door Dhoni, die in 2023 door BCCI buiten gebruik werd gesteld. Dhoni heeft een speciale band ontwikkeld met de stad Chennai, wiens IPL-franchise hij vertegenwoordigt, waarbij fans hem 'Thala' noemen, wat leider in het Tamil betekent.

## Speelstijl

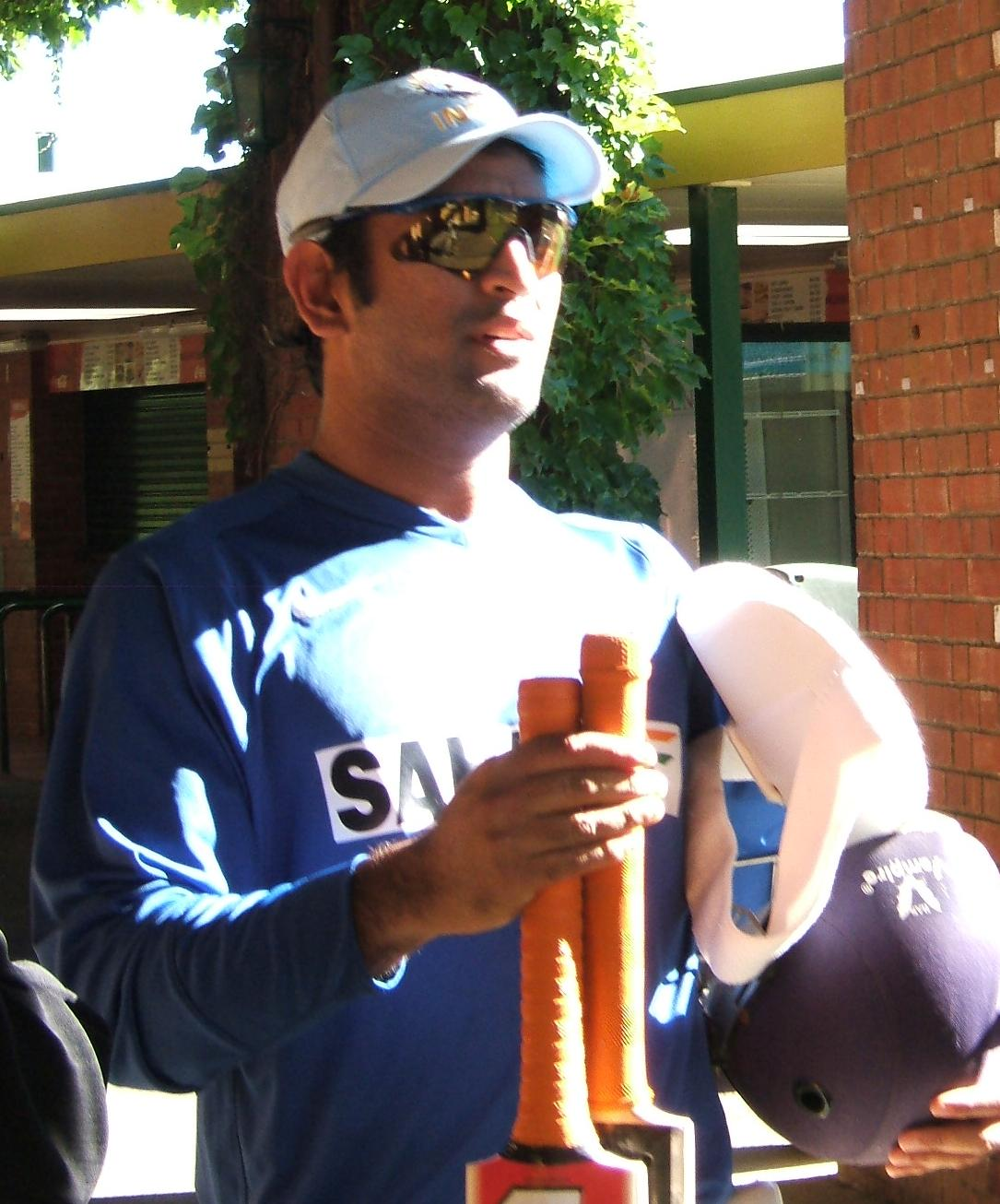
Dhoni in 2008

Dhoni is een rechtshandige batsman en wicketkeeper. Dhoni is een onorthodoxe batsman die afwijkt van conventionele coachinghandleidingen om zijn slagtechniek te demonstreren. Dhoni vertoont de neiging om volledige leveringen te realiseren in de regio's Long-on, Long-off en Midwicket, in plaats van in de conventionele Cover-regio. Hij speelt pull-shots en hook-shots bij leveringen met een korte toonhoogte, waarbij hij vaak druk uitoefent op de bowler om zijn lijn en lengte dienovereenkomstig aan te passen. Dhoni houdt de knuppel stevig vast aan de onderkant van het handvat en slaat de bal met kracht en precisie om de grens te overschrijden. Hij is een krachtige hitter van de bal en is een van de snelste mannen in het rennen tussen de wickets. Hij speelt de helikopterschottechniek, die hem is geleerd door een medespeler en jeugdvriend Santosh Lal. Als batsman staat hij bekend om zijn afwerkingsvaardigheden in situaties onder hoge druk.
Als wicketkeeper wordt hij geprezen om zijn snelle reflexen achter de stronken, terwijl hij ook wordt bekritiseerd vanwege het gebrek aan goede techniek. Hij staat bekend om zijn onorthodoxe aanvoerderschap, benaderbaarheid en heeft de reputatie opgebouwd een succesvolle leider te zijn. Dhoni staat ook bekend om zijn koelbloedige houding op het veld, wat hem de bijnaam "Captain cool" heeft opgeleverd.

## Priveleven
Dhoni trouwde op 4 juli 2010 in Dehradun met Sakshi Singh Rawat. Dhoni en zijn vrouw hebben een dochter die geboren is op 6 februari 2015. Hij woont in zijn boerderij buiten Ranchi. Dhoni is een autoliefhebber en bezit een aantal fietsen en auto's in zijn collectie.

## Statistieken over carrières
Dhoni heeft 4876 runs gescoord in testwedstrijden met een gemiddelde van 38 en 10773 runs met een gemiddelde van boven de 50 in ODI's. Hij heeft in zijn internationale carrière 16 eeuwen en 106 jaren vijftig gescoord. Dhoni heeft een van de hoogste gemiddelden in ODI-cricket. Dhoni heeft meer dan 3200 runs gescoord in 377 T20-wedstrijden. Dhoni heeft in zijn internationale carrière 634 vangsten gedaan en 195 stumpings uitgevoerd, waardoor hij een van de meest productieve wicketkeepers aller tijden is.
|          | Mat | Loopt | Best  | Bat Avg. | SR    | 100s | jaren 50 | 4s  | 6s  | Vangsten | Stompen |
| -------- | --- | ----- | ----- | -------- | ----- | ---- | -------- | --- | --- | -------- | ------- |
| Thuis    | 127 | 4351  | 183 * | 53,71    | 91,60 | 7    | 25       | 350 | 116 | 99       | 48      |
| Weg      | 145 | 4520  | 101 * | 50,78    | 83,98 | 1    | 37       | 324 | 73  | 126      | 46      |
| Neutrale | 78  | 1902  | 139 * | 44.23    | 87,60 | 2    | 11       | 152 | 40  | 96       | 29      |
| Totaal   | 350 | 10773 | 183 * | 50,57    | 87,56 | 10   | 78       | 826 | 229 | 321      | 123     |

### Aanvoerderschap
In 2007 werd Dhoni benoemd tot aanvoerder van de aanvoerder van het Indiase team en vanaf 2008 was hij aanvoerder van alle formaten. Hij was de aanvoerder van het Indiase team in 332 wedstrijden, waaronder 200 ODI's, en was een van de meest productieve en succesvolle aanvoerders aller tijden.
| Type | Wedstrijden | Won | Kwijt | Getrokken | Gebonden | Nee resultaat |
| ---- | ----------- | --- | ----- | --------- | -------- | ------------- |
| Test | 60          | 27  | 18    | 15        | –        | –             |
| ODI  | 200         | 110 | 74    | –         | 5        | 11            |
| T20I | 72          | 41  | 28    | –         | 1        | 2             |

## Records en prestaties
Testen
- De meeste runs door een Indiase wicketkeeper (4876)[188][189]
- Meeste aantal zessen door een Indiase kapitein (78)[190]
- De meeste ontslagen door een Indiër en de vijfde door welke wicketkeeper dan ook (294)[191]

ODI's
- De meeste overwinningen door een Indiase aanvoerder en de tweede plaats in het algemeen klassement (110)[192]
- Tweede meeste runs als aanvoerder (6641)[193]
- Derde meeste aantal wedstrijden als aanvoerder (200)[185]
- Eerste speler die 10.000 runs haalt met een gemiddelde van meer dan 50[194]
- Meeste niet-uitvallers (84)[195]
- Hoogste score door een wicketkeeper (183 * )[196]
- Hoogste achtste wicketpartnerschap voor India (100 * met Bhuvneshwar Kumar )[197]
- De meeste ontslagen in een innings (6) en carrière (432) door een Indiase wicketkeeper[198]
- De meeste stumpings door een wicketkeeper (123)[199][200]

T20Is
- Tweede meeste wedstrijden als aanvoerder (72)[186]
- De meeste T20I-innings (76) en runs (1.153) voordat hij vijftig scoorde[201][202][203]
- De meeste stumpings als wicketkeeper (34)[204]
- De meeste vangsten als wicketkeeper in een T20I-innings (5)[205]

Gecombineerd
- De meeste interlands als aanvoerder (332)[206]
- De meeste stumpings (195) en de enige wicketkeeper die 150 stumpings maakt[207][208]
- Derde meeste ontslagen als wicketkeeper (829)[182]
- Zesde met de meeste zessen in carrière (359)[209]

## Eer

### Indië
- Wereldbeker T20 : 2007[210]
- Azië Cup : 2010,[211] 2016[212] 2018[213]
- Wereldkampioenschap cricket : 2011[214][73]
- ICC Champions Trophy : 2013[215][216]

### Chennai Superkoningen
- Indiase Premier League : 2010,[217] 2011,[218] 2018,[219] 2021,[220] 2023[221]
- Champions League : 2010,[222] 2014[223]

### Individueel

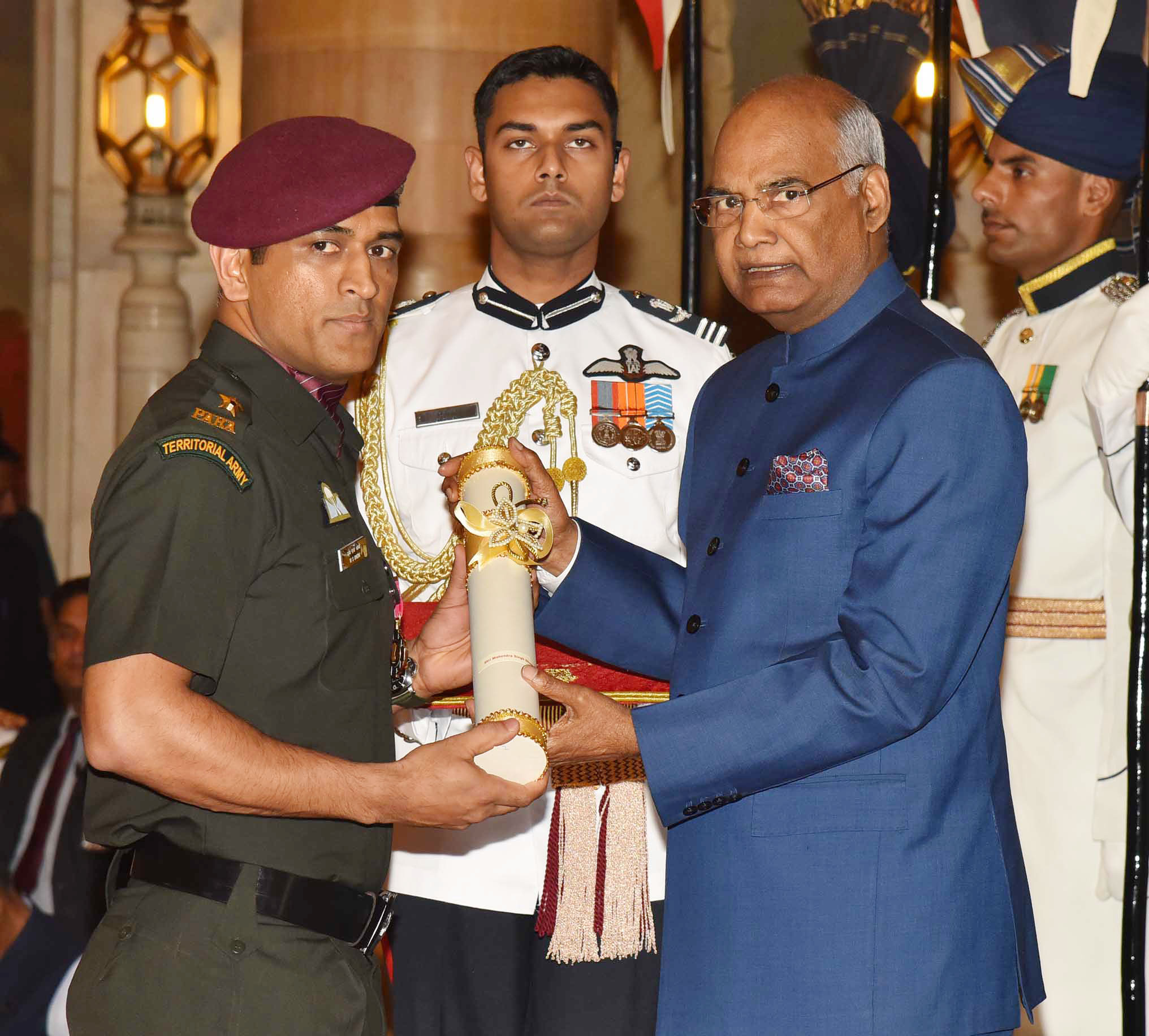
Dhoni ontving in april 2018 de Padma Bhushan-onderscheiding van de toenmalige president van India Ram Nath Kovind

- MTV Jeugdicoon van het jaar : 2006[225][226]
- Eredoctoraat van de Universiteit De Montfort : 2011[227][228]
- CNN-News18 Indiaan van het jaar : 2011[229]
- Major Dhyanchand Khel Ratna-onderscheiding : 2008[230]
- Padma Shri : 2009[231]
- Ere- luitenant-kolonel, Parachute Regiment van het Indiase territoriale leger : 2011[137]
- Castrol Indiase cricketspeler van het jaar : 2011[232][233]
- ICC People's Choice Award : 2013[234]
- Padma Bhushan : 2018[235]
- ICC ODI Speler van het Jaar : 2008, 2009[236][237]
- ICC ODI-team van het jaar voor heren : 2006, 2008, 2009, 2010, 2011, 2012, 2013, 2014 (aanvoerder in 2009, 2011-2014)[238][239]
- ICC Heren ODI-team van het decennium : 2011-2020 (kapitein en wicketkeeper)[240]
- ICC Heren T20I-team van het decennium : 2011-2020 (aanvoerder en wicketkeeper)[240]
- ICC Spirit of the cricket-prijs van het decennium : 2011–2020[241][242]

Anderen
In 2019 noemde de Jharkhand Cricket Association de zuidtribune van het JSCA-stadion naar Dhoni. In 2023 besloot de Mumbai Cricket Association (MCA) hem te eren door zetels (J282-J286) toe te wijzen in het Wankhede Stadion, waar hij het winnende schot sloeg in de WK-finale van 2011.

## In de populaire cultuur
- Op 29 september 2016 werd een film uitgebracht, gebaseerd op het leven van Dhoni vanaf zijn kindertijd tot de overwinning op het WK in 2011, getiteld MS Dhoni: The Untold Story, met Sushant Singh Rajput in de hoofdrol[245]
- The Dhoni Touch: het ontrafelen van het enigma dat Mahendra Singh Dhoni is, een boek van Bharat Sundaresan.[246]
- Dhoni (2012), een Tamil-speelfilm, geregisseerd en geproduceerd door Prakash Raj, waarin de plot de tegenstrijdige belangen van een vader en zijn zoon illustreert, waarbij de vader wil dat zijn zoon MBA gaat studeren, maar zijn zoon een cricketspeler wil worden zoals Dhoni.[247]